# 丛兵
丛兵（？—），男，汉族，山东人，中华人民共和国政治人物。现任全国政协教科卫体委员会委员。第十三、十四届全国政协委员。